# Лоррейн Гіллас
Лоррейн Гіллас (англ. Lorraine Hillas, 11 грудня 1961) — австралійська хокеїстка на траві.
Олімпійська чемпіонка 1988 року, учасниця 1984 року.